# ミリオン・マンフーフ
ミリオン・マンフーフ（Milion Manhoef、2002年1月3日 - ）は、オランダ・ベームスター出身のサッカー選手。ストーク・シティFC所属。ポジションはFW、DF。
父親は総合格闘家のメルヴィン・マンフーフである。

## クラブ経歴
2016年にSBVフィテッセの下部組織へ入団し、2020年8月23日、3年間のプロ契約を結んだ。同年9月26日、エールディヴィジのアヤックス・アムステルダム戦にてプロデビューを果たすが、試合には1-2で惜敗した。プロ初ゴールは同年12月17日に行われたKNVBカップのヴィレムII戦である。
マンホエフは2024年2月1日、イングランドのチャンピオンシップクラブであるストーク・シティに移籍し、3年半の契約を締結しました（移籍金は非公開）。 彼は2024年2月10日にブラックバーン・ローヴァーズとの試合でデビューし、チームは1–3で敗れました。 ストークが2023–24シーズンの終盤に残留争いに挑む中、マンホエフはプリマス・アーガイル戦やウェスト・ブロムウィッチ・アルビオン戦で重要なゴールを挙げました。 シーズン最終戦ではブリストル・シティを相手に4–0で勝利し、彼は2ゴールを挙げ、チームは17位でシーズンを終えました。

## 代表経歴
2022-23シーズンのSBVフィテッセでの活躍からシーズン終了後に行われたUEFA U-21欧州選手権2023に臨むU-21オランダ代表に招集されたが、チームはグループステージ敗退に終わり、自身もわずかな出場時間しか与えられなかった。

## 私生活
彼は、スリナム出身で引退したオランダ人の総合格闘技選手およびキックボクサー、メルヴィン・マンホエフの息子です。 マンホエフは幼少期から父親と同様にキックボクシングを始めましたが、後にサッカーに専念することを選びました。 オランダ生まれのマンホエフは、スリナムとインドネシアの血を引いています。